# Hôpital Saint Clare
L'hôpital Saint Clare est un ancien hôpital catholique situé dans le quartier de Hell's Kitchen à Manhattan, New York. Il a fonctionné de 1934 à 2007.

## Histoire
L'hôpital a été fondé en 1934 par les sœurs franciscaines d'Allegany, basées dans le nord de l'État de New York, pour desservir un quartier ouvrier de Manhattan, composé en grande partie d'immigrants italiens et irlandais aux États-Unis. Il fournit des soins infirmiers de base ; pour y contribuer, une école d'infirmières a été créée.
Afin de mieux répondre à l'évolution des besoins du quartier, l'hôpital a élargi son offre de soins médicaux de base à un large éventail de services, notamment dans le domaine des services sociaux. Un exemple en est la création en 1977 d'un petit refuge réservé aux femmes sans domicile fixe, appelé The Dwelling Place. Il a été créé par un petit groupe de sœurs franciscaines qui ont pris possession d'une maison abandonnée près de l'hôpital afin de loger ces femmes, qui refusaient souvent de rester dans les refuges publics parce qu'elles ne s'y sentaient pas en sécurité.
Au début des années 1980, l'hôpital est devenu le St. Clare's Hospital and Health Center, géré par les Missionary Sisters of the Sacred Heart of Jesus et doté d'une capacité de 250 lits, ainsi que d'une petite unité psychiatrique de 12 lits.